# Тибульски, Отто
О́тто Тибу́льски (нем. Otto Tibulski; 15 декабря 1912, Гельзенкирхен — 25 февраля 1991, Гельзенкирхен) — немецкий футболист, выступавший на позиции нападающего.

## Карьера
Отто Тибульски с 1936 по 1948 год играл в «Шальке 04». С «кнаппенами» Тибульски 6 раз становился чемпионом Германии и 1 раз выиграл кубок Германии.
Тибульски дважды сыграл за сборную Германии — в 1936 году против сборной Люксембурга и в 1939 году против сборной Югославии.
После окончания карьеры он работал в системе «Шальке 04». Тибульски похоронен на городском кладбище в Гельзенкирхене.
19 июня 2011 года Отто Тибульски был включен в зал славы «Шальке».